# Акведук Траяна
Акведук Траяна (лат. Aqua Traiana, пізніше лат. Acqua Paola) — античний водопровід, побудований у Римі на початку II ст., призначений для постачання води в праву частину міста (тепер Трастевере та Ватикан). Один з найбільших акведуків, який діє досі.

## Історія

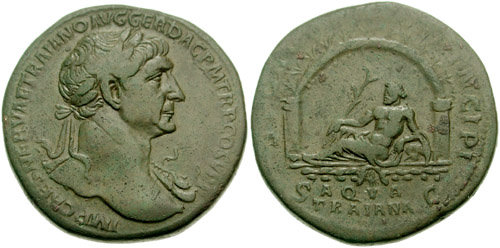
Монета ІІ ст. на відзначення побудови Aqua Traiana

Акведук відкритий 24 червня 109 року за імператора Траяна й названий на його честь. Новий акведук брав воду з джерел біля озера Браччано, на північний захід від Рима, і закінчувався на Янікулі, звідки здійснювався подальший розподіл по районах. Він призначався не тільки для постачання води для пиття й гігієни, а також для водяних млинів у Янікулі. Це був 11-й акведук, який діяв у Римі за правління Траяна.
У 537 році при облозі Риму готи частково зруйнували акведук. Внаслідок цього припинилося не тільки постачання води, а й зупинилися водяні млини. Але через кілька років завдяки візантійському полководцю Велізарію водогін відновили та укріпили, що його було важче пошкодити вдруге. Нові будівельні роботи на акведуці відбувалися протягом правління папи Гонорія I в 625-638 роках, щоб поновити роботу млинів. Пізніше акведук ремонтували за папи Адріана I у 772-795 роках.
У Середньовіччі акведук занепав. На початку 1600-х років папа Павло V розпочав будівництво нового масивного акведука, відомого як Aqua Paola, що веде воду до Фонтану Аква Паола. Папа використав частини акведука Траяна і ті самі джерела води. Папський акведук місцями пролягав там само, де й акведук Траяна, та в інших місцях його маршрут відрізняється. Проте папа вважав, що використовував залишки Aqua Alsietina, оскільки спирався на записи Фронтіна De aquae ductu urbis Romae, який помер за 9 років до завершення акведука Траяна.
Залишки акведука частково постраждали від вибуху, що стався під час облоги Рима 1849 року.
Археологи Британської школи в Римі провели в 1970-х роках детальне дослідження цієї місцевості. Вони змогли задокументувати раніше невідомі фрагменти античного акведука.

## Архітектура
Акведук починався від групи джерел на північно-західному боці озера Браччано, а далі простягався на південний схід до Риму. Довжина акведука складає 57 км. При цьому між початком і кінцем значний перепад висоти: від 320 м над рівнем моря до 72 м. Він складається з тунелів і надземних рядів арок, якими тече вода.
Для будівництва використовувався бетон, облицьований квадратними плитками туфу (opus reticulatum) завдовжки 7-9 см. Верхній ряд блоків викладався паралельно до землі, а інші по діагоналі. Канал акведука має ширину 90 см і глибину 1,9 м. Стіни каналу облицьовані сумішшю цементу з крихтами цегли та черепиці (opus signinum) завтовшки 2-3 см.

## Галерея

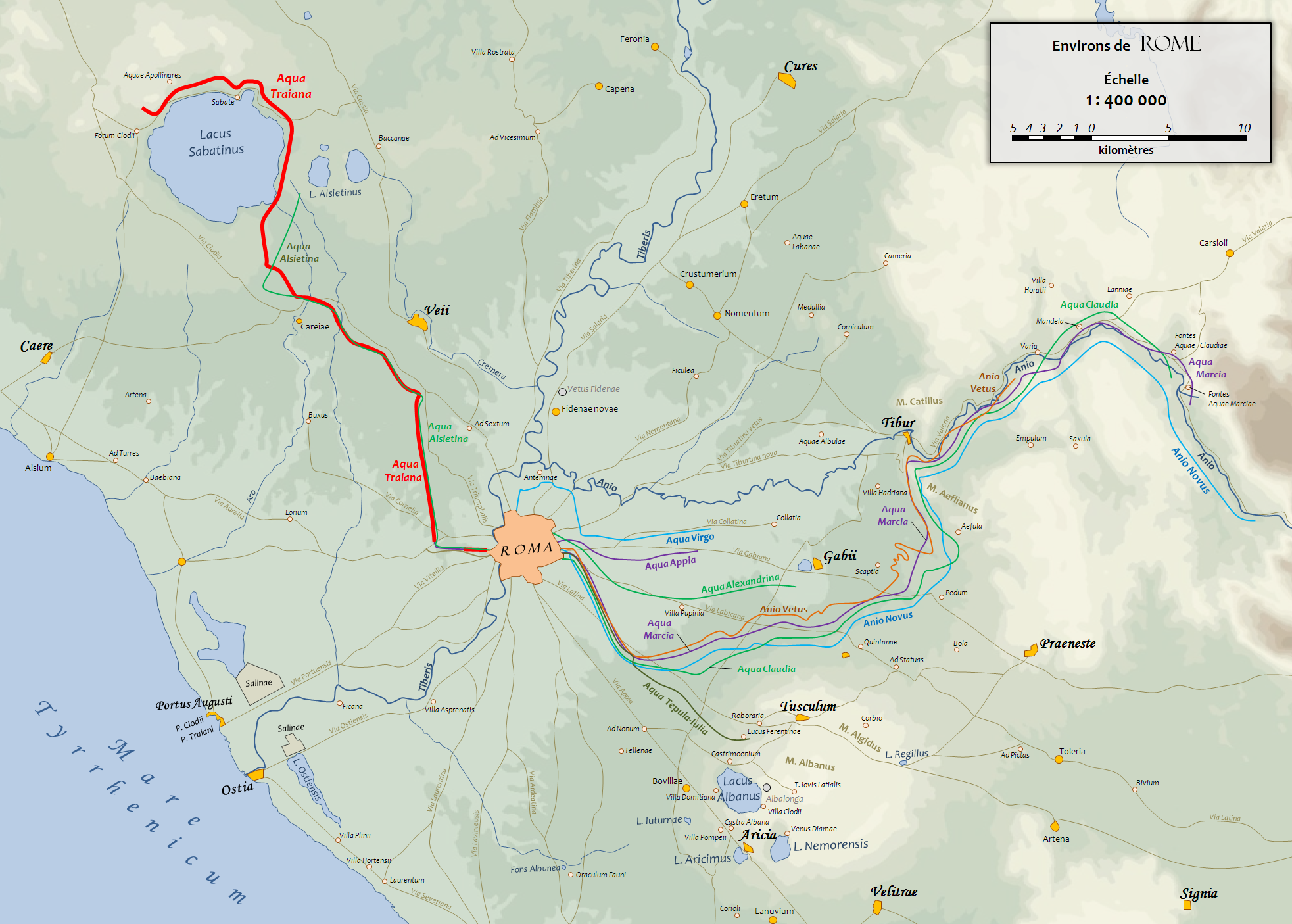
Розташування акведука
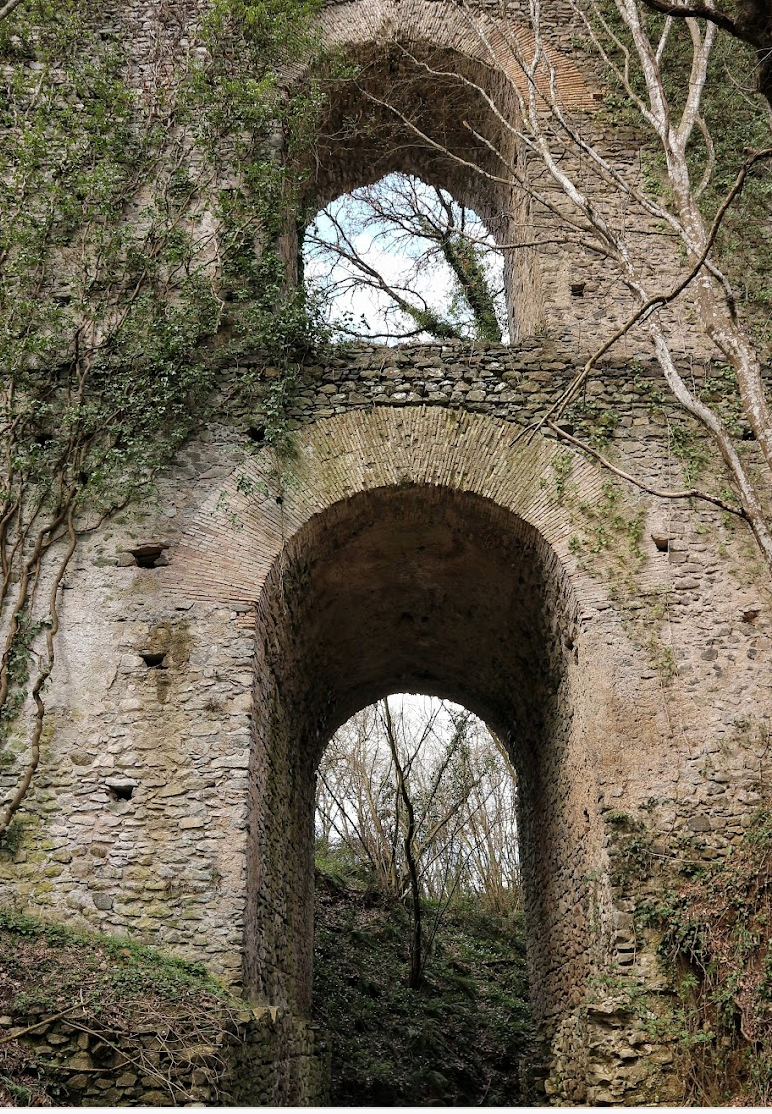
Арки акведука
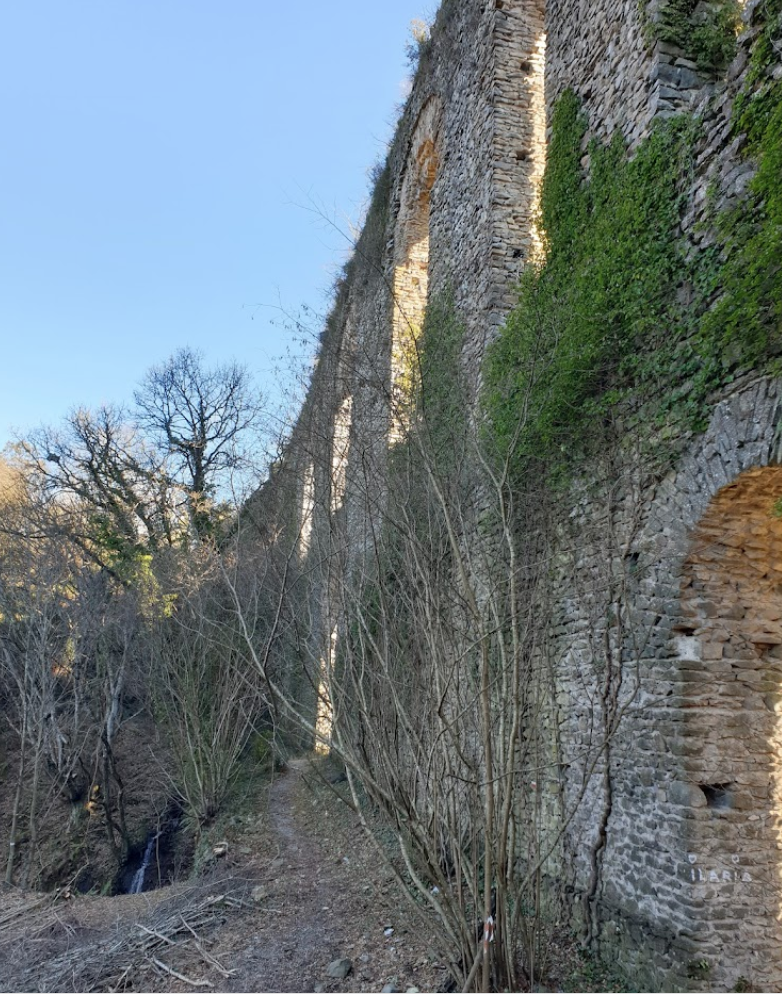
Частина акведука